# Valtatie 25

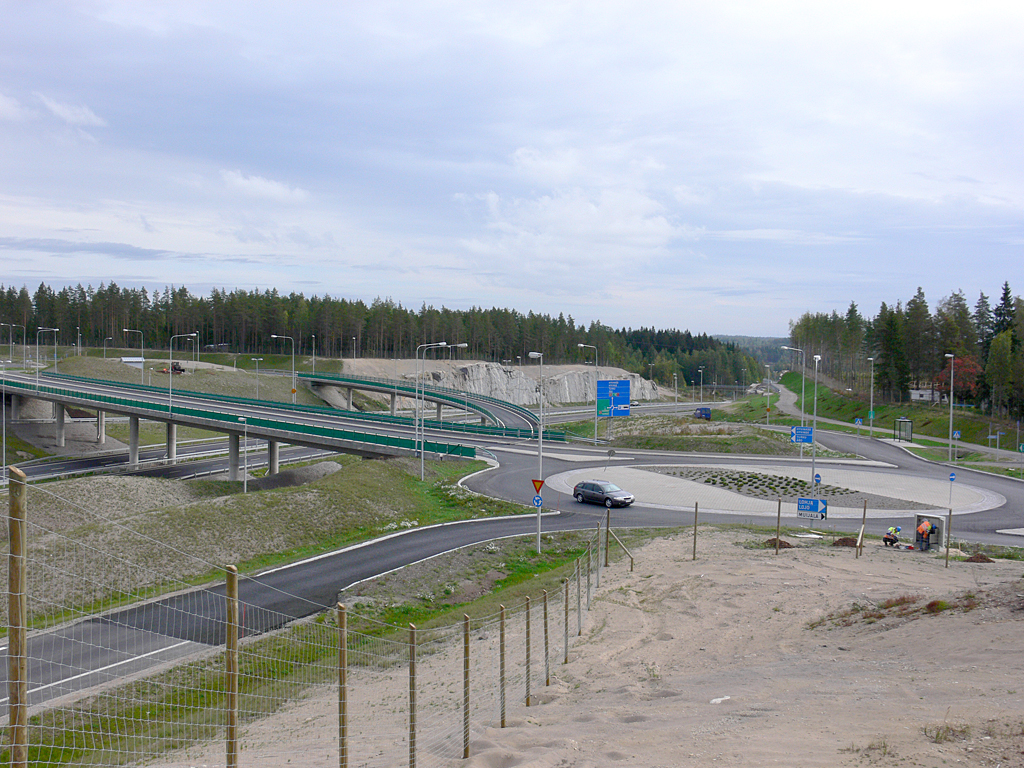
La Valtatie 25 al confine tra Lohja e Vihti

La Valtatie 25 (in svedese Riksväg 25) è una strada statale finlandese. Ha inizio a Hanko e si dirige verso nord-est dove si conclude dopo 172 km nei pressi di Mäntsälä.

## Percorso
La Valtatie 25 tocca i comuni di Raseborg (località di Ekenäs e Karis), Ingå, nuovamente Raseborg, Lohja, Vihti (località di Nummela e Otalampi), Nurmijärvi, nuovamente Vihti, Hyvinkää, nuovamente Nurmijärvi (località di Rajamäki) e nuovamente Hyvinkää.